# Торхово (Огарковское сельское поселение)
В Рыбинском районе есть ещё одна деревня Торхово, в Глебовском сельском поселении.
Торхово — деревня Огарковского сельского поселения Рыбинского района Ярославской области .
Деревня расположена непосредственно к западу от автомобильной дороги Р104 на участке Рыбинск-Пошехонье и в 600 м к юго-западу от деревни Лаврентьево .  
Деревня Торхова обозначена на плане Генерального межевания Рыбинского уезда 1792 года. 
На 1 января 2007 года в деревне числилось 16 постоянных жителей . Деревня обслуживается почтовым отделением в Милюшино .